# Rozdroże pod Moszną
Rozdroże Pod Moszną – przełęcz na wysokości 740 m n.p.m. w południowo-zachodniej Polsce, w Sudetach Środkowych, w Górach Sowich.

## Położenie i opis
Przełęcz położona jest na południowy zachód od miejscowości Walim, na obszarze Parku Krajobrazowego Gór Sowich. Leży w północno-zachodniej części Gór Sowich, w niewielkim grzbiecie Masywu Włodarza, na południowy wschód od wzniesienia Jaworek.
Jest to wyraźne rozległe obniżenie o łagodnie nachylonych skrzydłach i łagodnych podejściach, płytko wcinające się w gnejsowe podłoże masywu Włodarza i oddzielające wzniesienie Moszny od Jaworka. Obszar przełęczy w całości porośnięty jest lasem świerkowym regla dolnego.
Rejon przełęczy ze względu na położenie w Masywie Włodarza w okresie II wojny światowej objęty był szczególną tajemnicą przez III Rzeszę w związku z budową kompleksu militarnego pod kryptonimem „Riese” (pol. Olbrzym).

## Turystyka
Przez przełęcz przechodzą szlaki turystyczne:
- – czerwony fragment Głównego Szlaku Sudeckiego prowadzący z Jedlinki na Przełęcz Sokolą,
- – niebieski, prowadzący z Walimia na górę Włodarz i dalej do Głuszycy,
- – czerwony szlak narciarski z Głuszycy na Przełęcz Sokolą[1].